# Heteropoda hupingensis
Heteropoda hupingensis là một loài nhện trong họ Sparassidae.
Loài này thuộc chi Heteropoda. Heteropoda hupingensis được miêu tả năm 2001 bởi Peng & Chang-Min Yin.